# Le Grand Manitou
Le Grand Manitou est une émission de télévision jeunesse québécoise diffusée du lundi au vendredi à 11 h 45, du 13 juin 1966 au 9 juin 1967 à Télé-Métropole.

## Fiche technique
- Scénarisation : André Cailloux
- Réalisation : Michel Vincent
- Musique : Ted Heath
- Société de production : Télé-Métropole

## Distribution
- André Cailloux
- Martin Cailloux

## Anecdotes
Le Grand Manitou, venant d'un mot amérindien, est entré dans la langue courante. Dire de quelqu'un que c'est un Grand Manitou signifie que cette personne est importante, qu'elle a un certain pouvoir. Cela peut aussi être pris au sens péjoratif du terme "Celui-là se prend pour le Grand Manitou" signifie "jouer au chef, au shérif".

## Produits dérivés
- Un disque vinyle de 7 pouces, 33 tours, a été mis sur le marché en 1966, racontant deux histoires, Kiioa et la Baleine (7 min 2 s) sur la face A, et L'Ourse Pétronille (5 min 12 s) sur la face B. Étiquette Select Mini-Micro, SMM-733.014.